# Alphonse Ferminne
Alphonse Eugène Ghislain Ferminne (Korbeek, 30 oktober 1873 - Leuze-Longchamps, 31 januari 1946) was een Belgisch senator.

## Levensloop
Ferminne vestigde zich als arts in Corbais, na zijn studies aan de Katholieke Universiteit Leuven. Hij was er korte tijd gemeenteraadslid en schepen (1906-1908).
In 1932 werd hij katholiek gecoöpteerd senator en vervulde dit mandaat tot in 1936.
In de algemene vergadering van de Katholieke Unie van België zetelde hij als afgevaardigde van het arrondissementsverbond Namen.